# Campeonato Mundial de Biatlón de 1999
El XXXV Campeonato Mundial de Biatlón se celebró en la localidad de Kontiolahti (Finlandia) entre el 5 y el 14 de febrero de 1999 bajo la organización de la Unión Internacional de Biatlón (IBU) y la Asociación Finlandesa de Esquí.

## Resultados

### Masculino
| Evento                         | Oro                                                                                        | Plata                                                                                       | Bronce                                                                                          |
| ------------------------------ | ------------------------------------------------------------------------------------------ | ------------------------------------------------------------------------------------------- | ----------------------------------------------------------------------------------------------- |
| 10 km velocidad (12.02)        | Frank Luck · Alemania · 28:05,6                                                            | Patrick Favre · Italia · 28:27,6                                                            | Frode Andresen · Noruega · 28:46,4                                                              |
| 20 km individual (11.03)*      | Sven Fischer · Alemania · 53:53,2                                                          | Ricco Groß · Alemania · 54:01,9                                                             | Vadim Sashurin · Bielorrusia · 54:30,5                                                          |
| 12,5 km persecución (13.02)    | Ricco Groß · Alemania · 35:37,8                                                            | Frank Luck · Alemania · 36:05,0                                                             | Sven Fischer · Alemania · 36:18,7                                                               |
| 15 km salida en grupo (13.03)* | Sven Fischer · Alemania · 39:39,9                                                          | Vladimir Drachov · Rusia · 39:49,8                                                          | Ole Einar Bjørndalen · Noruega · 39:57,3                                                        |
| Relevos 4 × 7,5 km (14.02)     | Bielorrusia · Alexei Aidarov · Piotr Ivashko · Vadim Sashurin · Oleg Ryzhenkov · 1:23:19,3 | Rusia · Viktor Maigurov · Vladimir Drachov · Serguei Rozhkov · Pavel Rostovtsev · 1:23:42,4 | Noruega · Halvard Hanevold · Dag Bjørndalen · Frode Andresen · Ole Einar Bjørndalen · 1:23:56,3 |

- (*) –  Competición celebrada en Oslo (Noruega) un par de semanas después, debido a la cancelación del evento programado en Kontiolahti por malas condiciones climáticas.

### Femenino
| Evento                           | Oro                                                                                            | Plata                                                                                  | Bronce                                                                                     |
| -------------------------------- | ---------------------------------------------------------------------------------------------- | -------------------------------------------------------------------------------------- | ------------------------------------------------------------------------------------------ |
| 7,5 km velocidad (12.02)         | Martina Zellner · Alemania · 26:59,9                                                           | Magdalena Forsberg · Suecia · 27:04,4                                                  | Olena Zubrylova · Ucrania · 27:08,2                                                        |
| 15 km individual (11.03)*        | Olena Zubrylova · Ucrania · 43:28,1                                                            | Corinne Niogret Francia 45:32,0                                                        | Albina Ajatova · Rusia · 46:41,7                                                           |
| 10 km persecución (13.02)        | Olena Zubrylova · Ucrania · 32:17,5                                                            | Martina Halinárová · Eslovaquia · 33:19,5                                              | Martina Zellner · Alemania · 33:25,1                                                       |
| 12,5 km salida en grupo (13.03)* | Olena Zubrylova · Ucrania · 40:08,2                                                            | Olena Petrova · Ucrania · 40:11,3                                                      | Magdalena Forsberg · Suecia · 40:16,9                                                      |
| Relevos 4 × 6 km (14.02)         | Alemania · Uschi Disl · Simone Greiner-Petter-Memm · Katrin Apel · Martina Zellner · 1:36:56,0 | Rusia · Nadezhda Talanova · Galina Kukleva · Olga Romasko · Albina Ajatova · 1:37:34,3 | Francia Delphyne Heymann Florence Baverel-Robert Christelle Gros Corinne Niogret 1:37:42,9 |

- (*) –  Competición celebrada en Oslo (Noruega) un par de semanas después, debido a la cancelación del evento programado en Kontiolahti por malas condiciones climáticas.

## Medallero
| Núm. | País        | Oro | Plata | Bronce | Total |
| ---- | ----------- | --- | ----- | ------ | ----- |
| 1    | Alemania    | 6   | 2     | 2      | 10    |
| 2    | Ucrania     | 3   | 1     | 1      | 5     |
| 3    | Bielorrusia | 1   | 0     | 1      | 2     |
| 4    | Rusia       | 0   | 3     | 1      | 4     |
| 5    | Francia     | 0   | 1     | 1      | 2     |
| 5    | Suecia      | 0   | 1     | 1      | 2     |
| 7    | Eslovaquia  | 0   | 1     | 0      | 1     |
| 7    | Italia      | 0   | 1     | 0      | 1     |
| 9    | Noruega     | 0   | 0     | 3      | 3     |
|      | TOTAL       | 10  | 10    | 10     | 30    |